# Paquita Paquin
Paquita Paquin (Parigi, 1949) è un'attrice, scrittrice e giornalista francese specializzata in moda.

## Biografia
Nei primi anni 1970, Paquita Paquin partecipa al gruppo Gazolines, dove lavora al fianco Maud Molyneux, Marie France, ma anche Alain Pacadis. Nel 1980, periodo post punk dell'avvento della disco, Paquita Paquin lavora con Jenny al Palace Bel'Air.
È hostess e fisionomista. Fabrice Emaer, proprietario del Sept, apre il locale nell'anno 1978 e li incontrerà coloro che caratterizzeranno e attraversano il mondo della moda e delle arti nei decenni successivi: il giovane Christian Louboutin, l'attrice Eva Ionesco con la quale appare nel film le giarrettiere notturni, il modello Farida Khelfan, il fotografo Peter Coppia e Gilles, Loulou de la Falaise che diventerà designer di gioielli per YSL, lo stilista Karl Lagerfeld, il direttore musicale Philippe Gautier, il decoratore Vincent Darré, l'artista Dominique Gangloff e Annette Messager, il giornalista Didier Lestrade, DJ Guy Cuevas e Krootchey, ecc.
Successivamente, Paquita Paquin diventa una giornalista di moda. Lavora a Vogue nel 1990, Jalouse, il giornale francese Libération e France Culture. Appare nel numero di Thierry Ardisson 93, Faubourg Saint-Honoré, nel 2005, l'anno della pubblicazione del suo libro Vent'anni senza dormire. Dal 2009, è giornalista per il sito internet specializzato in moda PureTrend.com. È membro del Consiglio di Amministrazione della Villa Noailles.

## Filmografia
- Tam Tam, regia di Adolfo Arrieta (1975)
- Flammes, regia di Adolfo Arrieta (1978)
- La Nuit porte-jarretelles, regia di Virginie Thévenet (1984)
- Jeux d'artifices,  regia di Virginie Thévenet (1986)